# Post SV Dresden
Der Post SV Dresden (Langname: Postsportverein Dresden e. V.) ist ein Verein für Wettkampf- und Breitensport aus der sächsischen Landeshauptstadt Dresden. Der 1990 gegründete Verein steht in der Tradition, nicht jedoch in der Rechtsnachfolge der 1925 gegründeten Post-Sportvereinigung Dresden e. V., die in der Zeit der DDR als BSG Post Dresden bestand.
Der Verein ist Hauptnutzer des Sportplatzes Hebbelstraße im Stadtteil Cotta.

## Geschichte
Angestellte der Post gründeten mit Unterstützung ihres Arbeitgebers im August 1925 die Post-Sportvereinigung Dresden zum sportlichen Ausgleich der zum Teil sehr einseitigen Tätigkeiten. Noch im gleichen Jahr erfolgte die Eintragung ins Vereinsregister. Mitglieder waren von Anfang an hauptsächlich Postangehörige oder deren Familienmitglieder. In Eigenregie bauten die Postsportler einen Sportplatz im Ostragehege auf, der am ersten Juniwochenende 1928 feierlich eingeweiht wurde. Nach der Machtübernahme der NSDAP erfolgte auch hier die schrittweise Gleichschaltung.
Nachdem nach Ende des Zweiten Weltkriegs im Zuge der Entnazifizierung alle Vereine aufgelöst wurden, entstand der Verein 1949 als Betriebssportgemeinschaft der Deutschen Post mit dem Namen BSG Post Dresden erneut. Anstelle des alten Sportplatzes erhielt die BSG den Cottaer Sportplatz Hebbelstraße zugewiesen. Mit Mitteln der Post als Träger konnten in den folgenden Jahrzehnten einige Neubauten und Umgestaltungen vorgenommen werden, so beispielsweise 1960 der Bau eines Sportlerheims und 1973 eine Platzvergrößerung.
Nach der Deutschen Wiedervereinigung wurde am 11. Oktober 1990 der Post SV Dresden gegründet. Nach Restitutionsansprüchen der Stadt Dresden gegenüber der Bundespost ging der Sportplatz wieder in städtisches Eigentum über, der Verein blieb jedoch dessen Hauptnutzer. Im Zuge der Privatisierung und Aufteilung der Post in Deutsche Post AG und Deutsche Telekom AG benannte sich der Verein in Post Telekom SV Dresden um. Die Trägerschaft seitens Post respektive Telekom endete 1999, die im Jahr 2005 erfolgte Rückbenennung in Post SV Dresden hat somit rein identitätsstiftende Gründe. Obwohl der Verein längst allen Bevölkerungsgruppen offensteht, ist weiterhin ein Vereinsanliegen, dass Post- und Telekom-Mitarbeiter Mitglieder im Verein sind.
Ende der 1990er Jahre begann eine mehrjährige, bis 2006 andauernde Rekonstruktion des Sportplatzes Hebbelstraße, bei der in mehreren Bauabschnitten ein Kunstrasenplatz, ein Mehrzweckfeld, Schulsportanlagen und neue Gebäude entstanden, das alte Vereinsheim saniert und die weitere Infrastruktur erneuert wurde.

## Sportarten
Der Post SV Dresden hat Abteilungen für Badminton, Fußball, Gesundheitssport, Gymnastik, Jugend, Leichtathletik, Orientierungslauf, Rollkunstlauf, Schwimmen, Synchronschwimmen, Seniorensport, Taekwon-Do, Trampolin, Volleyball und Wandern.
Die erste Fußball-Herrenmannschaft stieg zur Saison 2014/15 in die sechstklassige Sachsenliga auf, beendete die Saison allerdings als Tabellenletzter mit neun Punkten und einem Sieg aus 30 Spielen. Inzwischen spielt die Mannschaft in der 8. Liga, der Stadtoberliga Dresden. In der Saison 2016/17, in der sie nur eine Niederlage hinnehmen musste, stieg die erste Fußball-Frauenmannschaft in die viertklassige Landesliga auf.
Die Abteilung Leichtathletik ist Ausrichter des traditionellen Crosslaufes Rund um den Wolfshügel, des Dresdner Nikolauslaufes und eines landesoffenen Schüler- und Jugendsportfestes.
Infolge von Umstrukturierungen des SC Einheit Dresden in der Zeit der DDR, der fortan nur noch olympische Sportarten als Leistungssport betreiben sollte, wechselte 1966 dessen 1955 gegründete Schachabteilung zur BSG Post Dresden. Beim Post SV Dresden spielten sowohl Herren als auch Damen erfolgreich in der Schachbundesliga, bevor die Abteilung zur Saison 1994/95 zum Dresdner SC und schließlich 2006 zum USV TU Dresden wechselte.